# John Carter Cash

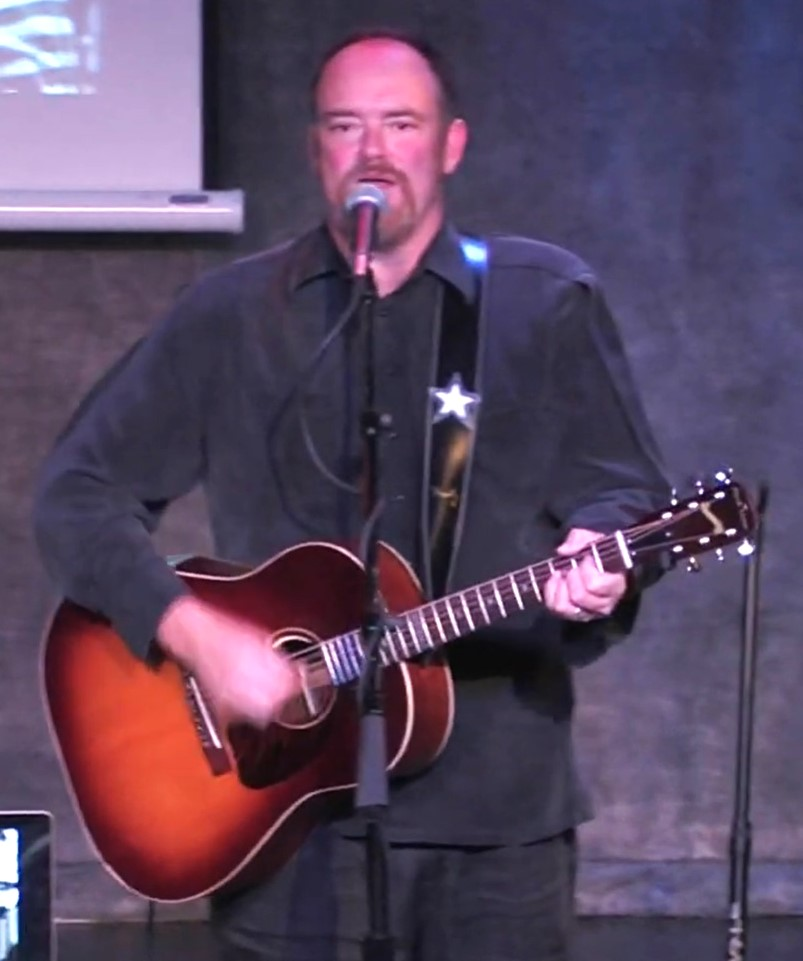
John Carter Cash, 2015

John Carter Cash (* 3. März 1970 in Nashville, Tennessee) ist ein amerikanischer Country-Musiker und -Sänger, Songwriter und Musikproduzent. Er ist der Sohn der Country-Musiker Johnny Cash und June Carter Cash.

## Leben
Er wurde 1970 in Nashville als einziges Kind von Johnny Cash und June Carter geboren. Schon in früher Kindheit begleitete er seine Eltern auf Tourneen, spielte Gitarre und sang. Im Alter von 16 Jahren gründete er seine erste Rock-’n’-Roll-Band, mit 19 Jahren schrieb er Songs und hatte seinen ersten öffentlichen Auftritt mit seiner Band auf dem Farm Aid Concert des Country-Musiker Willie Nelson.
In den 1990er Jahren unterstützte er seinen Vater als Rhythmusgitarrist auf dessen Tourneen. Nachdem sich Johnny Cash 1997 vom Tourleben zurückgezogen hatte, widmete sich Carter Cash neben seiner eigenen musikalischen Karriere auch dem Produzieren von Musik. Unter anderem produzierte er mit seinem Vater zusammen dessen American-Recordings-Reihe und mit seiner Mutter June deren Grammy-prämierte Alben Press on und Wildwood Flower. Er betreibt heute das Cash-Cabin-Studio seines Vaters und produziert mit seiner Firma Cash Productions unter anderem für Künstler wie Kris Kristofferson, Emmylou Harris, Marty Stuart, George Jones, Willie Nelson und Vince Gill.
Carter Cash arbeitet hauptsächlich im Bereich des Alternative-Country. Seine Solo-CD Bitter Harvest erschien 2003 und enthält einen Gastauftritt seines Vaters beim Song Wayworn Traveller. Er war Produktionsleiter bei dem 2005 gedrehten Kinofilm über das Leben seines Vaters Johnny Cash, Walk the Line. Für diesen Film wurde auch eine kleine Szene mit ihm gedreht, die allerdings nicht im Film zu sehen ist.
Im Juli 2000 heiratete er in Orville (Oregon) in zweiter Ehe die deutschstämmige Laura Weber, von der er seit 2013 geschieden ist. Er hat einen Sohn aus erster sowie eine Tochter und einen Sohn aus zweiter Ehe. Im Oktober 2016 heiratete er in dritter Ehe Ana Cristina, mit der er eine 2017 geborene Tochter und einen 2021 geborenen Sohn hat.

## Veröffentlichungen
- Mein Vater Johnny Cash: Die Biografie mit unveröffentlichten Fotografien und Songtexten. Knesebeck, München 2011, ISBN 978-3-86873-397-6.[5]

## Filmografie
- 1986: Höllenfahrt nach Lordsburg (Stagecoach) (Fernsehfilm)